# Marco Pedón Vergiliano
Marco Pedón Vergiliano (en latín: Marcus Pedo Vergilianus) fue un senador romano que vivió a finales del siglo I y principios del siglo II, que desarrolló su carrera política bajo los imperios de Domiciano, Nerva y Trajano. 

## Carrera
Su primer cargo conocido fue el de cónsul ordinarius en 115. El 13 de diciembre de ese año se encontraba en Antioquía, junto con el emperador Trajano, quien también se encontraba en la ciudad preparándose para culminar su campaña contra los partos, sufriendo allí un fuerte terremoto, durante el cual Vergiliano falleció.